# Schizothorax yunnanensis
Schizothorax yunnanensis är en fiskart som beskrevs av Norman 1923. Schizothorax yunnanensis ingår i släktet Schizothorax och familjen karpfiskar.

## Underarter
Arten delas in i följande underarter:
- S. y. yunnanensis
- S. y. paoshanensis
- S. y. weiningensis